# Whoracle
Whoracle er et album fra det svenske band In Flames. Det blev udgivet gennem Nuclear blast d. 18 november 1997. Sangteksterne er skrevet af Dark Tranquillitys guitarist Niklas Sundin og er baseret på et koncept udtænkt af Anders Fridén. 

## Numre
1. "Jotun" – 3:53
2. "Food for the Gods" – 4:21
3. "Gyroscope" – 3:26
4. "The Hive" – 4:03
5. "Dialogue with the Stars" – 3:00
6. "Jester Script Transfigured" – 5:46
7. "Morphing into Primal" – 3:05
8. "Worlds within the Margin" – 5:06
9. "Episode 666" – 3:45
10. "Everything Counts" (Depeche Mode cover) – 3:17
11. "Whoracle" – 2:44

## Musikere
- Anders Fridén – Vokal, perkussion
- Björn Gelotte – Trommer, perkussion, guitar
- Johan Larsson – Bas
- Glenn Ljungström – Rytmeguitar
- Jesper Strömblad – Guitar, keybord, perkussion
- Ulrika Netterdahl- Kvindelig vokal i sangen "Whoracle"